# Ege Dolphins
Gli Ege Dolphins sono una squadra di football americano di Smirne, in Turchia. Hanno vinto il campionato gestito dalla UAFL nel 2005 e sono arrivati in finale nel campionato nazionale 2006.

## Dettaglio stagioni

### Tornei nazionali

#### TAFK/1. Lig
| Stagione | regular season | regular season | regular season | regular season | regular season | regular season | playoff | playoff | playoff | playoff | playoff | playoff   | playoff    |
|          | Vin            | Par            | Per            | Tot            | PF             | PS             | Vin     | Per     | Tot     | PF      | PS      | risultato | avversaria |
| -------- | -------------- | -------------- | -------------- | -------------- | -------------- | -------------- | ------- | ------- | ------- | ------- | ------- | --------- | ---------- |
| 2001     | 2              | 0              | 2              | 4              | 58             | 64             | -       | -       | -       | -       | -       | -         | -          |
| 2014-15  | 0              | 0              | 7              | 7              | 0              | 175            | -       | -       | -       | -       | -       | -         | -          |
| Totale   | 2              | 0              | 9              | 11             | 58             | 239            | -       | -       | -       | -       | -       |           |            |

Fonti: Enciclopedia del Football - A cura di Massimo Mezzetti

#### 2. Lig
| Stagione | regular season | regular season | regular season | regular season | regular season | regular season | playoff | playoff | playoff | playoff | playoff | playoff    | playoff             |
|          | Vin            | Par            | Per            | Tot            | PF             | PS             | Vin     | Per     | Tot     | PF      | PS      | risultato  | avversaria          |
| -------- | -------------- | -------------- | -------------- | -------------- | -------------- | -------------- | ------- | ------- | ------- | ------- | ------- | ---------- | ------------------- |
| 2017     | 1+?            | 0+?            | 3+?            | 5+?            | 26+?           | 53+?           | -       | -       | -       | -       | -       | -          | -                   |
| 2018     | 1              | 0              | 5              | 6              | 48             | 105            | -       | -       | -       | -       | -       | -          | -                   |
| 2019     | 1              | 0              | 3              | 4              | 18             | 150            | -       | -       | -       | -       | -       | -          | -                   |
| 2022     | 2              | 0              | 2              | 4              | 71             | 81             | 0       | 1       | 1       | 6       | 31      | Semifinale | Antalyaspor         |
| 2023     | 2              | 0              | 1              | 3              | 45             | 26             | 0       | 1       | 1       | 0       | 23      | Semifinale | Istanbul Bulls      |
| 2024     | 3              | 0              | 1              | 4              | 84             | 37             | 1       | 1       | 2       | 17      | 23      | Finale     | Hacettepe Red Deers |
| Totale   | 10+?           | 0+?            | 15+?           | 26+?           | 292+?          | 452+?          | 1       | 3       | 4       | 23      | 77      |            |                     |

Fonti: Enciclopedia del Football - A cura di Massimo Mezzetti

### Riepilogo fasi finali disputate
| Anno              | Luogo    | Evento | Fase del torneo | Incontro                           | Risultato |
| 26 giugno 2022    | Adalia   | 2. Lig | Semifinale      | Antalyaspor - Ege Dolphins         | 31 - 6    |
| 10 settembre 2023 | Istanbul | 2. Lig | Semifinale      | Istanbul Bulls - Ege Dolphins      | 23 - 0    |
| 25 maggio 2024    | Düzce    | 2. Lig | Finale          | Hacettepe Red Deers - Ege Dolphins | 13 - 0    |

## Palmarès
- 1 UAFL (2005)